# От поколение към поколение
„От поколение към поколение“ (на английски: From Generation to Generation) е американски късометражен документален филм от 1959 година.

## Сюжет
Филмът проследява живота на един фермер, неговата съпруга и четиригодишния им син в една ферма в Пенсилвания. Електричеството все още не е достигнало до фермата и семейството разчита на газови лампи. Под анимационна форма е представен живота им по време на четирите годишни сезона, включително е проследена бременността на жената. Не липсват и любовни сцени на фона на тиха и приятна музика.

## Номинации
- Номинация за Оскар за най-добър късометражен документален филм от 1960 година.[2]